# Roll Deep
Roll Deep é uma banda britânica de música grime, vencedora dos prémios Urban Music Awards.